# Marreca-oveira
Marreca-oveira (nome científico: Mareca sibilatrix) é uma ave da família Anatidae.
Mede entre 43 a 54 cm, com os machos pesando 900 gramas em média e as fêmeas, em média, 800 gramas.[carece de fontes?]
Vive em lagos, lagoas, pântanos e rios de baixa correnteza. Prefere as águas profunas na maior parte do tempo. Ocupa habitats desde o nível do mar até 1 200 metros de altitude.[carece de fontes?]
É espécie endêmica da América do Sul, encontrado do centro-sul da Argentina e Chile, até a Terra do Fogo. No inverno, migra em direção ao norte, alcançando Uruguai, Paraguai e sul do Brasil. Também está presente nas Ilhas Malvinas.
Põe de cinco a dois ovos, cujo período de incubação dura 26 dias.[carece de fontes?]

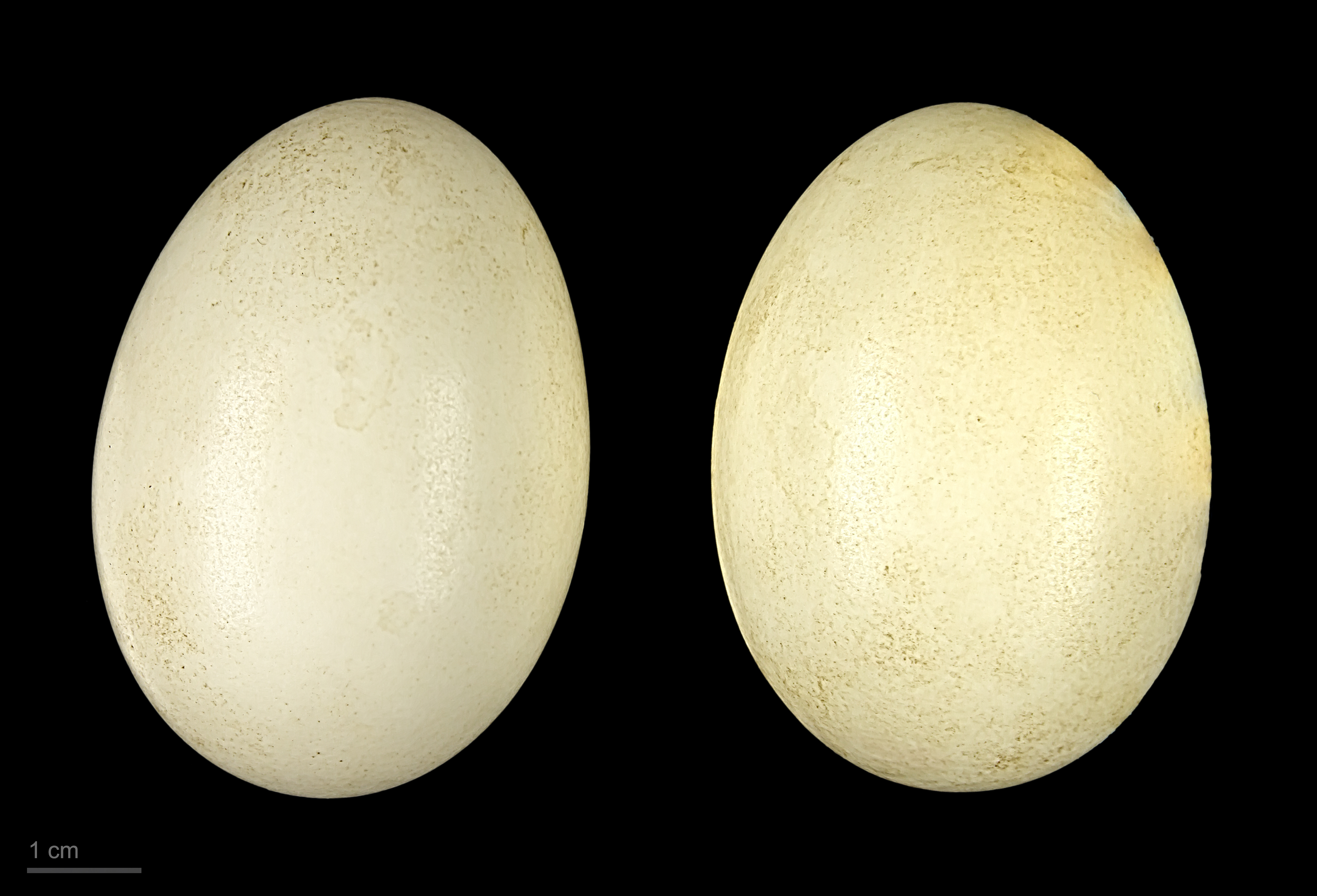
Mareca sibilatrix - MHNT